# Harold Stirling Vanderbilt
Harold Stirling Vanderbilt (6 juillet 1884 – 4 juillet 1970) est un membre de la célèbre famille américaine des Vanderbilt. C'est un homme d'affaires dans le domaine des chemins de fer, un champion de navigation à voile et un champion au jeu de bridge. Il joue un rôle moteur dans l'unification des règles d'enchères au bridge et est reconnu comme « le père du bridge contrat ».

## Biographie
Harold Stirling Vanderbilt, surnommé Mike par la famille, est né à Oakdale dans l'État de New York. Il est le troisième enfant de William Kissam Vanderbilt et d'Alva Erskine Smith, et le frère de Consuelo et de William Kissam.
Harold Stirling Vanderbilt décède en 1970. Sa femme, décédée en 1978 à 77 ans, et lui sont enterrés au Saint Mary's Cemetery de Portsmouth dans l'État de Rhode Island.

### Vie professionnelle
Après des études dans des écoles privées, il rentre à la Faculté de droit de Harvard d'où il sort diplômé en 1910. Il rejoint alors la New York Central Railroad Company, la pièce centrale de l'empire ferroviaire dont son père est Président. Au décès de son père en 1920, Harold Vanderbilt hérite d'une fortune de plusieurs millions de dollars investis dans l'immobilier et dans le ferroviaire comme dans les sociétés Detroit, Toledo & Milwaukee Railroad Co., Genesee Falls Railway Co., Kanawha & Michigan Railway Co., Kanawha & West Virginia Railroad Co., New Jersey Junction Railroad, New York Central Railroad Company, New York Central & Hudson River Railroad Company, New York & Harlem Rail Road Co. et Pittsburgh & Lake Erie Rail Road Co.. À la mort de son frère William en 1944, il devient le seul membre de la famille à être présent au conseil d'administration de la New York Central Railroad Company et ce jusque 1954.

### Vie sportive
Harold Vanderbilt a une passion pour la pratique de la navigation à voile. Il remporte six King's Cups et cinq  Astor Cups entre 1922 et 1938. En 1925, il construit en Floride une résidence de vacances à Palm Beach dénommée El Solano. En 1930, il remporte la Coupe de l'America à bord de son Classe J Enterprise. Sa victoire est mise en première page du magazine Time. En 1934, alors que le bateau anglais Endeavour avait remporté les deux premières manches, Harold Vanderbilt gagne trois manches d'affilée avec son bateau Rainbow et gagne la coupe. Son épouse fut la première femme à participer comme membre d'un équipage lors d'une telle compétition de voile.
Il remporte trois fois la Coupe de l'America, en 1930, 1934 et 1937.

### Jeu de bridge
Vanderbilt est un joueur de cartes et en particulier de bridge. Il commence à jouer au bridge en 1906 et joue beaucoup avec J.B. Elwell (en) jusqu'au décès de celui-ci en 1920. 
« Harold Stirling Vanderbilt a joué un rôle déterminant dans l'histoire du jeu en tant qu'inventeur du bridge-contrat ». C'est en 1925, au cours d'une croisière à bord du SS Finland entre San Francisco et New York, avec escale à La Havane, au cours de la traversée du canal de Panama, qu'il propose à ses partenaires de nouvelles règles d'enchères du jeu de bridge. Vanderbilt supprime les primes de manche et les primes de chelems pour les manches ou les chelems non déclarés. Il introduit la notion de vulnérable pour désigner une situation où le camp qui a gagné une première manche et qui chute un contrat encourt une grosse pénalité. Il introduit également un barème de marque décimale qui rend souvent intéressant de réaliser des enchères sacrifices. 
La propagation de ces nouvelles règles au cours des années 1926 à 1930 est largement due à Vanderbilt lui-même, sa personnalité rendant le jeu acceptable dans la bourgeoisie américaine. Il joue alors surtout avec le champion Waldemar von Zedtwitz (en). Il écrit 4 ouvrages largement diffusés qui présentent les nouvelles règles qu'il propose, ainsi que sa propre convention d'enchères qui utilise une ouverture de 1 ♣. Membre du Whist club de New York, il participe à la création des lois américaines du bridge contrat, éditées en 1927 puis en 1931. Enfin, les règles inventées par Vanderbilt sont validées sur le plan international et appliquées à compter du 1er novembre 1932 ; elles n'ont été que très peu modifiées depuis lors. Les révisions du code international de 1935 et de 1963 ont été réalisées par des comités présidés par Vanderbilt lui-même.
Le Trophée Vanderbilt (Vanderbilt Trophy (en)) est le principal des 4 grands tournois de bridge américains annuels. Il est créé en 1928 par Vanderbilt, qui est lui-même dans l'équipe gagnante en 1932 et en 1940. De 1928 à sa mort, Vanderbilt finance le trophée et le remet souvent lui-même à l'équipe gagnante.

### Président d'université
Harold Vanderbilt est également pendant 13 ans le président de l'Université de Nashville dans le Tennessee. Celle-ci avait été sponsorisée par son grand-père Cornelius Vanderbilt.

## Distinctions
- Il fait partie des 3 premières personnes inscrites au Bridge Hall of Fame lors de sa création par la Fédération mondiale de bridge (WBF) en 1964 et a été nommé 1er membre honoraire de la WBF en 1969[4].